# Burtholme
Burtholme är en by och en civil parish i Cumbria, England. Orten har 184 invånare (2001).